# Ordo Stenmel
Ordo Stenmel, auch Scheymmel, Stemmel, Stymmel oder Stievel, (* 1470 oder 1480 in Halberstadt; † 1529 in Hamburg) war ein deutscher Domlektor und Prediger.

## Leben und Wirken
Kindheit und Jugend Ordo Stenmels, dessen Nachname hochdeutsch „Steinmehl“ bedeutet, sind nur unzureichend dokumentiert. Er wird erstmals bei der Immatrikulation 1491 in Rostock genannt. 1503 wurde er als Vikar am Altar der 11.000 Jungfrauen am Hamburger Dom eingeführt. Stenmel ging 1509 als Bakkalaureus zurück nach Rostock, wo er im Wintersemester 1510/11 zum Magister promoviert wurde. Er kehrte nach Hamburg zurück und übernahm 1515 die Vikarie am St. Georgs-Altar im Dom. Zwei Jahre später übernahm er als zweite Vikarie den Altar St. Vinventii und somit die zweite Domlektur. 1521 übernahm er eine Pastorenstelle als Hauptpastor an der Sankt Katharinenkirche, von der er 1524 vorzeitig zurücktrat. Seine Wohnung hatte er in einem der „blauen Häuser“, die nahe der Katharinenkirche standen.
Da keine von Stenmel selbstverfassten Dokumente bekannt sind, ist nur schwer einzuschätzen, wie er sich zu Beginn der Reformation verhielt. Der Theologe Stephan Kempe notierte, dass Stenmel als Erster ab 1521 von der Kanzel den Ablasshandel und die Sittenlosigkeit des Klerus kritisiert habe. Außerdem habe er die lautere Wahrheit des Evangeliums gepredigt. Nach großen Anfeindungen habe er sein Amt niederlegen müssen. Der Historiker Heinrich Reincke sah in Stenmels Rücktritt eine Amtsenthebung als Reaktion des Domkapitels, die sich gegen die lutherische Bewegung richtete. Die Historikerin Susanne Rau bezeichnet diese Annahme als „wenig wahrscheinlich“. Der Historiker Rainer Postel zählt Stenmel zu den vorreformatorischen Kirchenkritikern.
Stenmel kritisierte zwar die Kirche, behielt die Vikarien jedoch bis mindestens 1525. Mit den Vikaren der Katharinenkirche hatte er einen Vertrag über das Singen der Marientiden.